# Banksinoma setosa
Banksinoma setosa är en kvalsterart som beskrevs av Rjabinin 1974. Banksinoma setosa ingår i släktet Banksinoma och familjen Thyrisomidae. Inga underarter finns listade.